# Mirko Pätzold
Mirko Pätzold (Potsdam, 9 aprile 1976) è un bobbista tedesco.

## Biografia
Viene ricordato come vincitore di una medaglia d'argento nella sua disciplina, vittoria avvenuta ai campionati mondiali del 2008 (edizione tenutasi a Altenberg, Germania) insieme al connazionale Thomas Florschütz
Nell'edizione l'oro andò all'altra nazionale tedesca, il bronzo a quella russa.